# Doug Sheehan
Doug Sheehan, właściwie Douglas Stuart Sheehan (ur. 27 kwietnia 1949 w Santa Monica, w stanie Kalifornia, zm. 29 czerwca 2024 w Big Horn) – amerykański aktor filmowy i telewizyjny.

## Filmografia
- 1979: Dziesiątka (10) jako oficer policji

### Seriale TV
- 1978: Aniołki Charliego (Charlie’s Angels) jako Ben Anderson
- 1979: Kaz
- 1979–1982: Szpital miejski (General Hospital) jako Joe Kelly
- 1983: Zdrówko (Cheers) jako Walter Franklin
- 1983–1987: Knots Landing jako Ben Gibson
- 1988–1989: Dzień za dniem (Day by Day) jako Brian Harper
- 1990: MacGyver jako Jack Chandler
- 1990: Kochany John (Dear John) jako Jason Fowler
- 1993: Columbo jako Riley
- 1997–1999: Słodkie zmartwienia (Clueless) jako Mel Horowitz
- 1999–2003: Sabrina, nastoletnia czarownica (Sabrina, the Teenage Witch) jako Edward
- 2000: Diagnoza morderstwo (Diagnosis Murder) jako Roger Andrews
- 1999–2003: Siostrzyczki (What I Like About You) jako Craig Miller